# آلفردو پیل
آلفردو پیل (انگلیسی: Alfredo Peel؛ زادهٔ) بازیکن فوتبال اهل آرژانتین است.
از باشگاه‌هایی که در آن بازی کرده‌است می‌توان به اشاره کرد.
وی همچنین در تیم ملی فوتبال آرژانتین بازی کرده‌است.